# Чита Дрита
«Чита Дрита» (укр. Чіта Дріта) — другий студійний альбом українського артиста Андрія Данилка, записаний в образі Вєрки Сердючки. Платівка була випущена у жовтні 2003 року та перевидана в 2004 році на лейблі «mamamusic» в Україні та «Граммофон Рекордс» у Росії.

## Про альбом
На відміну від попереднього цей альбом писався вже як єдиний і цілісний. Над ним працювала команда авторів на чолі з Андрієм Данилком, який виступив як автор слів, так і музики, також до роботи над альбомом було залучено українського поета-пісняра Аркадія Гарцмана та композитора Геннадія Крупника. Автором двох пісень в альбомі став Костянин Гнатенко. Запис пройшов у київській студії «mamamusic Studio», а майстеринг — у московській студії «SBI».
Пісня «Ты — на север, я — на юг» була записана з українською співачкою Іриною Білик, це була перша пісня російською мовою у її дискографії. Наступного року вона була включена до її першого російськомовного альбому «Любовь. Яд». Ірина Білик також є автором музики та слів пісні.
В альбомі є бонусна пісня «Мне так нужна любовь твоя», котра позначена як виконана саме Андрієм Данилком. «На солодке» залишився новий ремікс пісні «Я рождена для любви».
Пісня «Гулянка» була використана у новорічному мюзиклі «За двома зайцями» у 2003 році. У тому ж фільмі звучала пісня «Новогодняя» у виконанні всього акторського складу, включаючи Андрія Данилка, Аллу Пугачову та Максима Галкіна. Пізніше сольна версія потрапила до перевидання альбому.

## Реліз та просування
Альбом був випущений у 2003 році. На обкладинці красувалася Вєрка Сердючка в українському віночку та хутряній шубі з голубом у руці на тлі квітучого поля у вигляді прапора України. У тому ж році напередодні Нового року альбом був перевиданий з новою піснею «Новогодняя», оформлення альбому також змінилося: цього разу Вєрка віку стояла в заметі, а фоном стало нічне небо. У 2004 році альбом знову був перевиданий і знову з новою «новорічною» піснею «Ёлки», цього разу Вєрка стояла на тлі полярного сяйва.
З альбому було випущено чотири сингли для ротації на радіо. Першим став «Новогодняя», який вибився у лідери радіоефіру, посівши перше місце у щотижневому рейтингу СНД, і посів друге місце у річному. У 2004 році було випущено пісню «Тук, тук, тук», вона посіла 13 місце в українському радіоефірі. Пісня «Ёлки» потрапила до першої десятки чартів у СНД та Україні. «Я попала на любовь» посіла 62 місце у чарті СНД.
На пісні «Чита Дрита», «Тук, тук, тук», «Я попала на любовь» Семеном Горовим було знято відеокліпи, а на пісню «Новогодняя» відеокліп було знято Альбертом Хамітовим.
У лютому 2004 року газета «Известия» назвала Сердючку «найуспішнішою артисткою у Росії», а також повідомила про продаж 400 тисяч екземплярів альбому в країні. У 2005 році альбом став лауреатом російської премії «Рекордъ» у категорії «Альбом року виконавця з ближнього зарубіжжя», а пісня «Тук, тук, тук» отримала статуетку «Золотого грамофона».

## Відгуки критиків
Оглядач порталу «Miamusic» написав: «Ця платівка не має особливої відмінності від дебютного альбому артиста. Концепція залишилася незмінною, проте приємно тішить, що якість музики залишилася на колишньому високому рівні, а якість віршів та оригінальності помітно підвищилася. Що стосується цільової аудиторії, то вона так само не зазнала будь-яких змін. Таким чином, можна сказати, що артист знайшов свою „фішку“ і просто вирішив нею знову скористатися, внісши лише невеликі корективи».

## Список композицій
| «Чита Дрита» – друге перевидання | «Чита Дрита» – друге перевидання                 | «Чита Дрита» – друге перевидання    | «Чита Дрита» – друге перевидання | «Чита Дрита» – друге перевидання |
| #                                | Назва                                            | Автор слів                          | Автор музики                     | Тривалість                       |
| -------------------------------- | ------------------------------------------------ | ----------------------------------- | -------------------------------- | -------------------------------- |
| 1.                               | «Ёлки»                                           | Любаша                              | Любаша                           | 3:14                             |
| 2.                               | «Новогодняя»                                     | Аркадій Гарцман                     | Андрій Данилко, Геннадій Крупник | 2:27                             |
| 3.                               | «Чита Дрита»                                     | Андрій Данилко                      | Андрій Данилко                   | 2:44                             |
| 4.                               | «Гулянка»                                        | Аркадій Гарцман                     | Андрій Данилко                   | 2:55                             |
| 5.                               | «Тук, тук, тук»                                  | Андрій Данилко, Аркадій Гарцман     | Андрій Данилко                   | 3:46                             |
| 6.                               | «Ты ушёл…»                                       | Костянтин Гнатенко                  | Костянтин Гнатенко               | 3:52                             |
| 7.                               | «Поезд Киев — Одесса»                            | Костянтин Гнатенко                  | Костянтин Гнатенко               | 3:48                             |
| 8.                               | «Полоса (Оптимистическая)»                       | Андрій Данилко                      | Андрій Данилко                   | 3:03                             |
| 9.                               | «Я попала на любовь»                             | Андрій Данилко                      | Андрій Данилко                   | 4:02                             |
| 10.                              | «Ты — на север, я — на юг» (дует з Іриною Білик) | Ірина Білик                         | Ірина Білик                      | 3:13                             |
| 11.                              | «Всем надо»                                      | Андрій Данилко, Віталиій Куровський | Андрій Данилко, Геннадій Крупник | 3:43                             |
| 12.                              | «Мы фестивалим»                                  | Андрій Данилко, Аркадій Гарцман     | Андрій Данилко                   | 3:39                             |

| Бонус | Бонус                                        | Бонус          | Бонус          | Бонус      |
| #     | Назва                                        | Автор слів     | Автор музики   | Тривалість |
| ----- | -------------------------------------------- | -------------- | -------------- | ---------- |
| 13.   | «Мне так нужна любовь твоя» (Андрій Данилко) | Андрій Данилко | Андрій Данилко | 3:10       |

| На сладкое | На сладкое                   | На сладкое     | На сладкое     | На сладкое |
| #          | Назва                        | Автор слів     | Автор музики   | Тривалість |
| ---------- | ---------------------------- | -------------- | -------------- | ---------- |
| 14.        | «Я рождена для любви» (2003) | Андрій Данилко | Андрій Данилко | 4:56       |

## Учасники запису
| Музиканти - Андрій Данилко — вокал - Ірина Білик — вокал (10) - Геннадій Крупник — клавішні, гітара (7-9, 11, 12, 14), бек-вокал (2, 4-8, 10, 13-14) - Сергій Добровольський — гітара (6, 10, 13) - Володимир Копота — труба (3, 4) - Анна Гончар — бек-вокал (3, 4, 8) - Наталія Гура — бек-вокал (2, 5, 7, 12, 14) - Наталія Ребрик — бек-вокал (3, 4, 8) | Технічний персонал - Андрій Данилко — продюсування, аранжування - Геннадій Крупник — продюсування, аранжування, програмування - Сергій Добровольський — програмування, зведення, запис - Юрій Нікітін — менеджмент - Тетяна Крупник — менеджмент - Андрій Петров — фото - Олексій Патехін — дизайн |

## Чарти
| Рік                                           | Назва                | Пікові позиції у чартах | Пікові позиції у чартах |
| Рік                                           | Назва                | Росія/СНД TopHit        | Москва TopHit           |
| --------------------------------------------- | -------------------- | ----------------------- | ----------------------- |
| 2003                                          | «Чита Дрита»         | —                       | —                       |
| 2003                                          | «Гулянка»            | —                       | —                       |
| 2003                                          | «Новогодняя»         | 1                       | 72                      |
| 2004                                          | «Тук, тук, тук»      | 92                      | 27                      |
| 2004                                          | «Ёлки»               | 9                       | —                       |
| 2005                                          | «Я попала на любовь» | 62                      | —                       |
| «—» позначає запис, який не потрапив у чарти. |                      |                         |                         |

## Історія релізу
| Регіон | Рік  | Формат                         | Видання                      | Тривалість | Лейбл                               |
| ------ | ---- | ------------------------------ | ---------------------------- | ---------- | ----------------------------------- |
| СНД    | 2003 | Компакт-диск, компакт-касета   | Оригінальне                  | 43:04      | mamamusic, Граммофон Рекордс        |
| СНД    | 2003 | Компакт-диск, компакт-касета   | Друге (+ пісня «Новогодняя») | 45:27      | mamamusic, Граммофон Рекордс        |
| СНД    | 2004 | Компакт-диск, компакт-касета   | Третє (+ пісня «Ёлки»)       | 48:38      | mamamusic, Астра                    |
| Світ   | 2013 | цифрове завантаження, стрімінґ | Третє (+ пісня «Ёлки»)       | 48:28      | mamamusic                           |
| Світ   | 2014 | цифрове завантаження, стрімінґ | Оригінальне                  | 42:52      | SBA Production, Warner Music Russia |